# Haplogonaria syltensis
Haplogonaria syltensis är en plattmaskart som beskrevs av Jürgen Dörjes 1968. Haplogonaria syltensis ingår i släktet Haplogonaria och familjen Haploposthiidae. Inga underarter finns listade i Catalogue of Life.